# Bahrám IV.
Bahrám IV. (?–399) byl perský velkokrál z rodu Sásánovců vládnoucí v letech 388–399. Jeho otcem byl patrně král Šápúr III., synem a nástupcem král Jazdkart I.
Stejně jako v případě králů Ardašíra II. a Šápúra III. je informací o vládě Bahráma IV. pomálu. Je možné, že krátce po jeho nástupu na trůn byla uzavřena dohoda s Římany o rozdělení Arménie, většina badatelů ji však dnes klade do doby dřívější. V zahraničněpolitické oblasti se Bahrám potýkal především s hunským nebezpečím, jež vyvrcholilo vpádem do Mezopotámie v roce 395 – útočníci byli nakonec odraženi. K jiným vojenským akcím v té době patrně nedošlo.
Bahrám IV., jehož prameny popisují jako slabého vládce, padl roku 399 za oběť spiknutí svých dvořanů. Pro numismatiky je zajímavé, že na jeho mincích jsou poprvé v sásánovské historii stabilně uvedeny značky mincoven.